# Butler (Alabama)
Butler – miasto w Stanach Zjednoczonych, w stanie Alabama, stolica hrabstwa Choctaw. W 2008 liczyło 1 763 mieszkańców.